# 合一堂

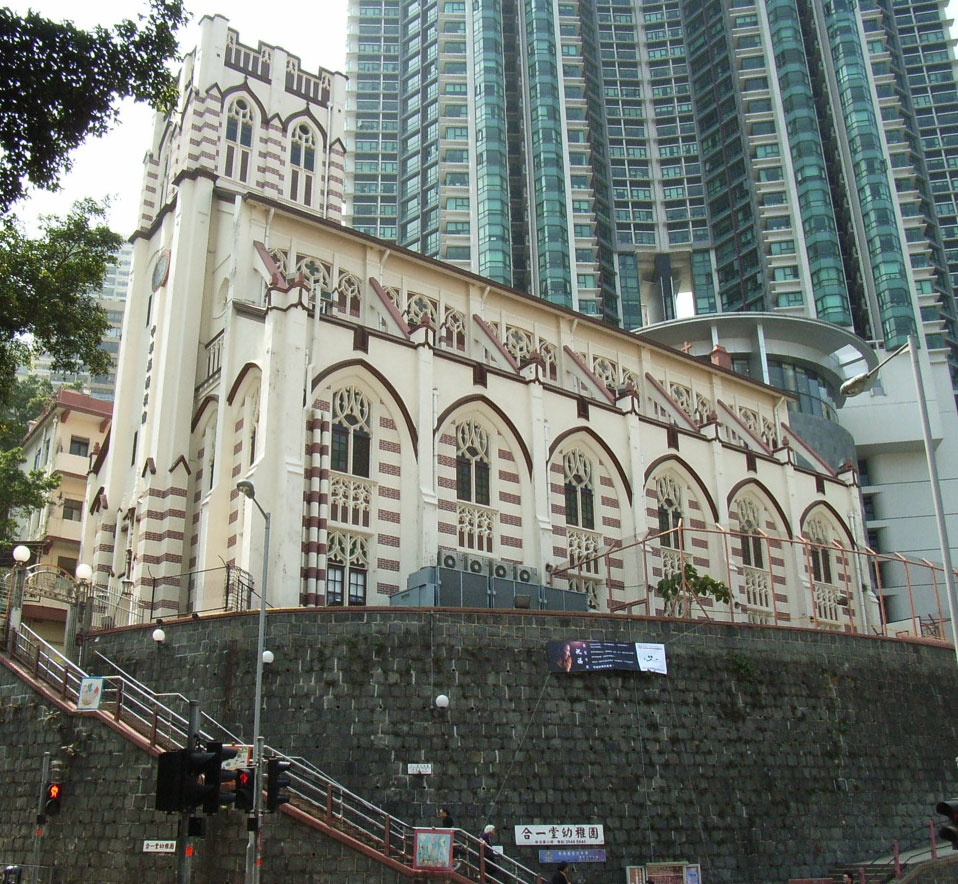
合一堂香港堂，香港般含道2號

中華基督教會合一堂（又稱合一堂）是香港第一間華人自理的教會。現主任牧師是馬志民牧師。

## 歷史
它源自1843年由不同教派合作而以公理宗為主導的倫敦傳道會（即今之世界傳道會）理雅各牧師將在馬六甲創設的英華書院遷移到香港，而早一年另一位倫敦會的傳教士合信醫生由澳門到港，在摩利臣山建立醫院成為倫敦會的首個據點，理雅各等人亦暫居在醫院內，並籌劃興建差會大樓，1844年購入港島第98號地段，建立差會大樓作為倫敦會在港的總部，內設英華書院及學生宿舍、傳教士宿舍、印刷廠和鑄字模廠，一方面傳福音，一方面辦教育，信主華人在該院受洗，稱為「英華書院公會」。在香港開埠以後約50年，歐籍人士與華人是分隔居住與活動，在1843年理雅各在現時文咸街和皇后大道中交界稱為下市場的華人居住地區，購入191號地段設立「下市場堂」，於次年第二個主日開幕，由何福堂主理，是首所為華人專設的教堂。「下市場堂」於1848年重建為一所可容300人的教堂，但於1851年12月28日維多利亞城大火中焚燬，其後獲倫敦會撥款重建。而在1845年位於差會大樓旁伊利近街的愉寧堂落成，教堂主要由在港的歐籍社群捐款興建，每個主日早上供歐籍人士崇拜，而下午2時則供華人使用，其後由於不敷應用，出售舊堂，並於士丹頓街購地另建新堂，於1866年6月揭幕。
倫敦會一向的政策是推動當地人士走向「自養、自治、自傳」，稱為「三自原則」，到了1870年代在港的華人教會已略具規模，並可達到財政自立。其時發生愉寧堂的牧養與產權問題的爭議，最終倫敦會於1880年放棄擔任愉寧堂的信托人，華人信徒再無法定權力使用教堂。1883年倫敦會計劃賣出環境已不適合用作聚會用的「下市場堂」，再購入高三桂（高露雲太太）位於荷李活道的物業，將土地分為兩部分，一部分興建由何啟捐資紀念的亡妻的雅麗氏醫院，餘下則供華人自建會堂。華人信徒幾經辛苦才籌集足夠資金於1888年建成道濟會堂。堂內設有由何喬漢老師教授的小學，按當時的慣例稱為「何館」，共有四班。
1904年成立新界傳道會開展新界的福音工作。1910年，張祝齡倡議改中央長老制為堂議會制，在長老部外另設值理部，按年由選舉組織而成，分各部處事，每月舉行一次會議。1914年道濟會堂首先參與香港九大公會發起每月一次的聯禱會，同年復辦英華書院，初時沒有固定校址，其後暫借禮賢會的般咸道大樓為校舍，直到1928年才遷入旺角弼街的永久校舍。1912年創辦《大光報》，發刊日獲孫中山親題「興國同春」，直至1938年停刊。1921年，加入中華基督教會，改名為「中華基督教會道濟會堂」。
1922年雅麗氏醫院遷往般含道與那打素醫院合併擴建，道濟會堂因地契相連亦同時搬遷，於1921年9月18日最後一次主日崇拜後遷出，暫借附近的青年會作主日學和其他活動。興建新堂一波三折，由於1922年發生香港海員大罷工而使工程延誤，於1924年10月10日舉行新堂奠基，其後的省港大罷工更使建堂工程停頓，直至1926年新堂終於落成，經信眾投票公決，選名「合一堂」，長老名稱改為「執事」，由8月16日開始使用新名稱，10月9日下午2時舉行揭幕儀式，由張聲和牧師主持啟鑰禮，而何啟之姊何妙齡則主持副堂啟鑰禮。由這天開始，合一堂成為本港第一間實行男女雜座的華人基督教會。「道濟會堂」四個大字的石刻，今天仍屹立於合一堂正門左方之基石上。

## 植堂及學校
合一堂除本堂合一堂香港堂外，自1950年代以後開拓了3所單位堂，即合一堂九龍堂、合一堂北角堂、合一堂馬鞍山堂，另有合一堂港運城佈道所，並透過開辦幼稚園，即合一堂陳伯宏紀念幼稚園和合一堂單家傳紀念幼稚園、小學合一堂學校 和耆年中心（合一堂耆年中心）傳道和服務。此外，合一堂與英華女學校、培英中學及堅道真光英文中學聯繫，推動學生福音工作。

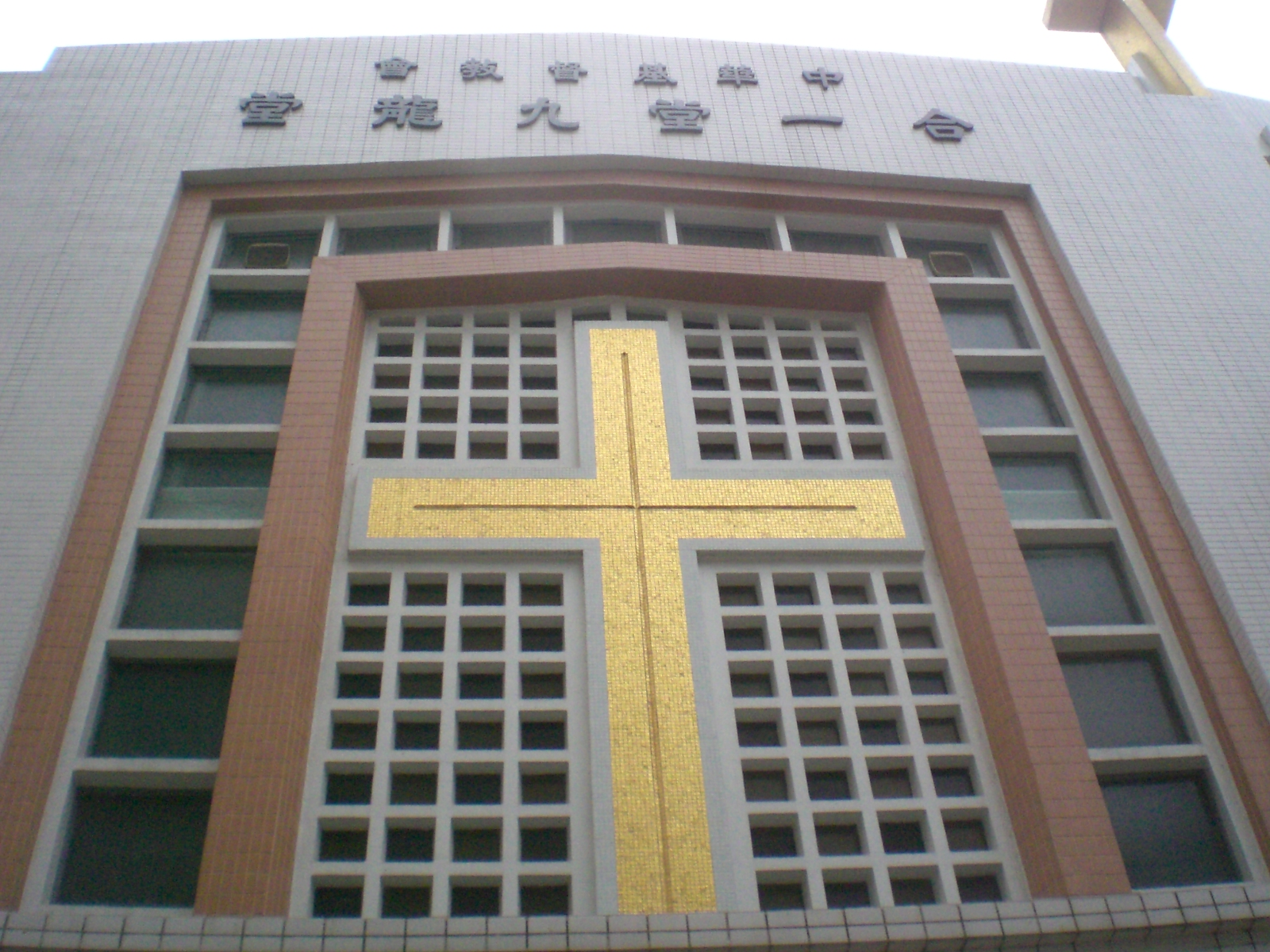
合一堂九龍堂
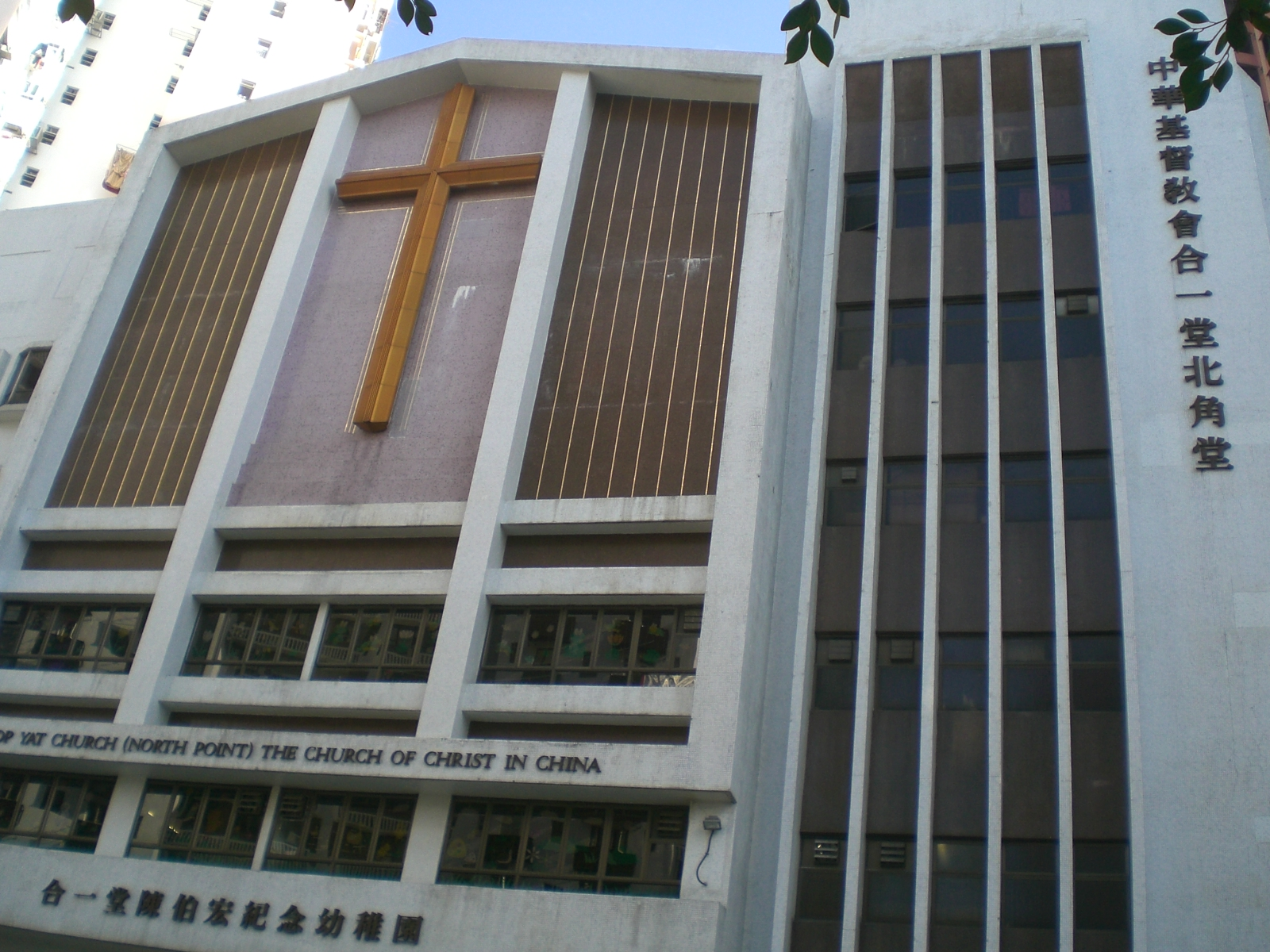
合一堂北角堂
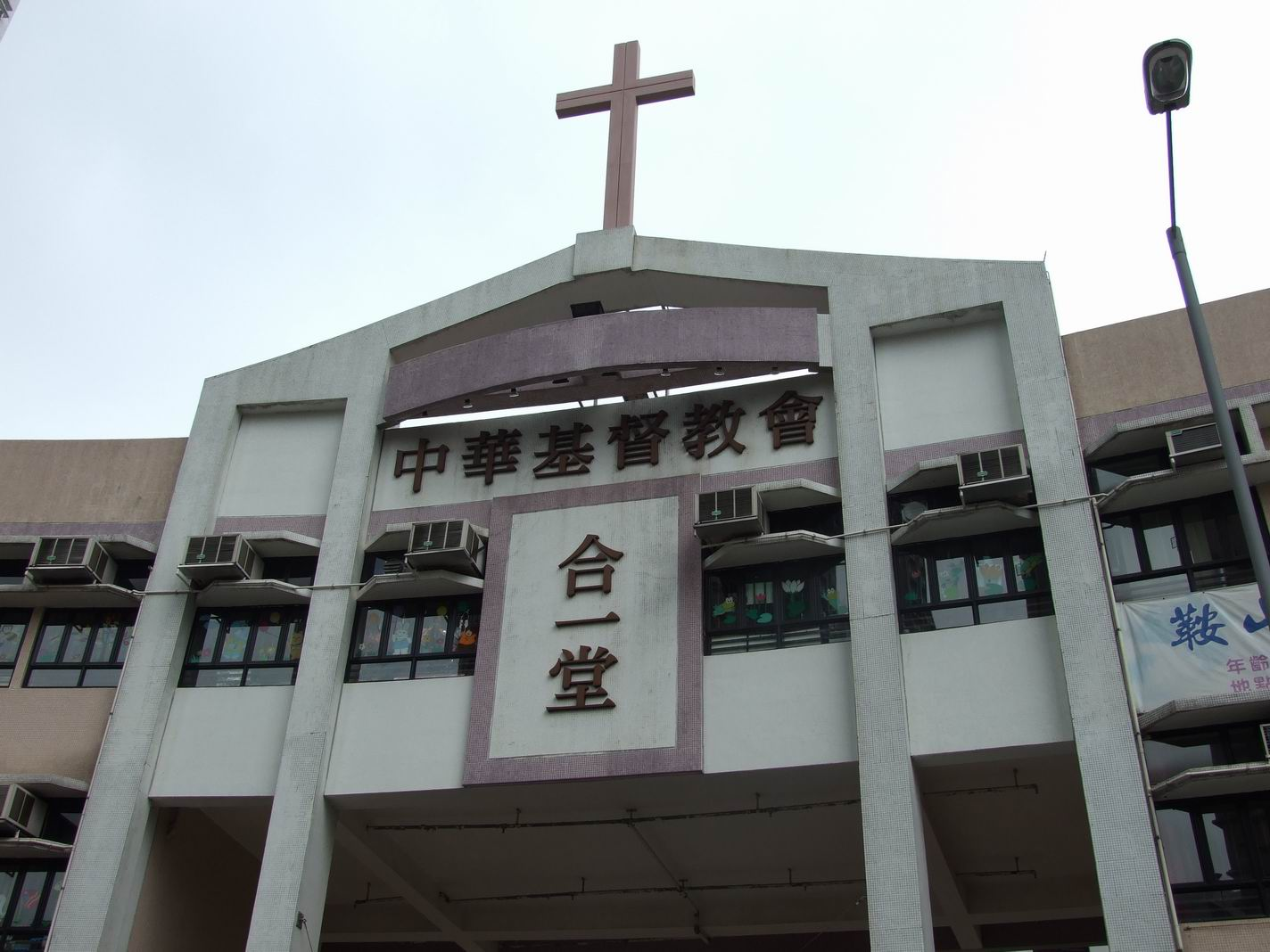
合一堂馬鞍山堂

## 外部連結
- 中華基督教會合一堂（页面存档备份，存于）
  - 中華基督教會合一堂九龍堂（页面存档备份，存于）
  - 中華基督教會合一堂學校（页面存档备份，存于）
  - 中華基督教會合一堂香港堂（页面存档备份，存于）
  - 中華基督教會合一堂北角堂（页面存档备份，存于）
  - 中華基督教會合一堂馬鞍山堂（页面存档备份，存于）
- 中西區文物徑 (二)
- 中華基督教會合一堂法團條例 （页面存档备份，存于）

1. ↑  .   [2015-09-16]. （原始内容存档于2015-09-24）.
2. ↑  . www.hopyatchurch.org.   [2019-05-18]. （原始内容存档于2019-05-18）.